# Бурдука (Дамбовица)
Бурдука (рум. Burduca) насеље је у Румунији у округу Дамбовица у општини Драгодана. Oпштина се налази на надморској висини од 195 m.

## Становништво
Према подацима из 2002. године у насељу је живело 897 становника, од којих су сви румунске националности.